# Sune Bergström (manusförfattare)
Sune Bergström, född 17 mars 1918 i  Göteborg, död 23 maj 1985 i Högalids församling i Stockholm, var en svensk dramatiker och manusförfattare. Han skrev manus till Nattvaktens hustru (1947) och var en tid gift med skådespelaren Sif Ruud. Bergström är begravd på Lundby nya kyrkogård i Göteborg.